# The Blood Divine
The Blood Divine (рус. Божественная кровь)— британская дум-метал-супергруппа, основанная бывшими музыкантами Cradle of Filth и Anathema.

## История[1]
Коллектив был образован осенью 1995 года в Колчестере тремя экс-участниками Cradle of Filth: Полом Аллендером, Полом Райаном и Бенджамином Райаном, к которым позже присоединились Даррен Уайт (первый фронтмен Anathema), барабанщик «Вас» Сарджинсон из Extreme Noise Terror и басист Стив Малоуни.
Подписавшись с Peaceville Records (лейблом Anathema), в сентябре 1996 года группа выпускает дебютный диск Awaken, в конце года отправляясь в европейский тур с My Dying Bride. Тогда же по версии читателей музыкального журнала Terrorizer The Blood Divine признаются «Лучшей группой года» («Best New Band»). В 1997 году коллектив также отметился на фестивале «Rock In Madrid», где выступал вместе с Napalm Death, Moonspell и Брюсом Дикинсоном
В мае 1997 года записывается альбом Mystica, во время работы над которым группу покидает Аллендер, мотивируя уход желанием уделять больше времени семье (позже он вернулся в Cradle of Filth). Второй релиз группы был менее депрессивен и готичен, разбавлен чистым вокалом, угадывалось влияние классического и прогрессивного рока. Диск выходит в октябре, а в начале следующего года The Blood Divine едут в тур по Англии и Голландии.
В апреле 1998 года группа сообщает о выводе из состава участников Бенджамина Райана — избавиться от клавишника решили по причине «будущего развития в сторону тяжёлого гитарного звучания». Этот ход оказался для группы роковым, поскольку Пол Райан не захотел бросать брата, в коллективе наметился раскол, и 5 мая последовало заявление о распаде. В нём также сообщалось, что все участники группы обязуются не использовать название The Blood Divine в своих последующих проектах. Впоследствии Сарджинсон на некоторое время присоединился к Cradle of Filth, а Уайт значительно позже основал дум-метал-группу Serotonial.
В 2002 году лейбл Peaceville Records выпустил диск Rise Pantheon Dreams — сборник лучших песен группы, куда также вошли несколько ранее не издававшихся треков.

## Состав
- Даррен Уайт (вокал)
- Пол Райан (гитара)
- Бенджамин Райан (клавишные)
- Пол Аллендер (гитара)
- Стив Малоуни (бас)
- «Вас» Сарджинсон (ударные)

## Дискография
- 1996 — Awaken
- 1997 — Mystica
- 2002 — Rise Pantheon Dreams (компиляция)